# Wilmesaurisch
Wilmesaurisch (Wymysiöeryś) ist eine Mikroliteratursprache, die sich aus einem mitteldeutschen Dialekt entwickelt hat und die in der kleinen an der Grenze zwischen Schlesien und Kleinpolen gelegenen Stadt Wilamowice (Wilmesaurisch: Wymysoü, Deutsch: Wilmesau) bei Bielsko-Biała gesprochen wird.
Derzeit gibt es ungefähr 100 Muttersprachler, mehrheitlich ältere Leute; Wilmesaurisch ist deswegen eine vom Aussterben bedrohte Sprache.

## Geschichte

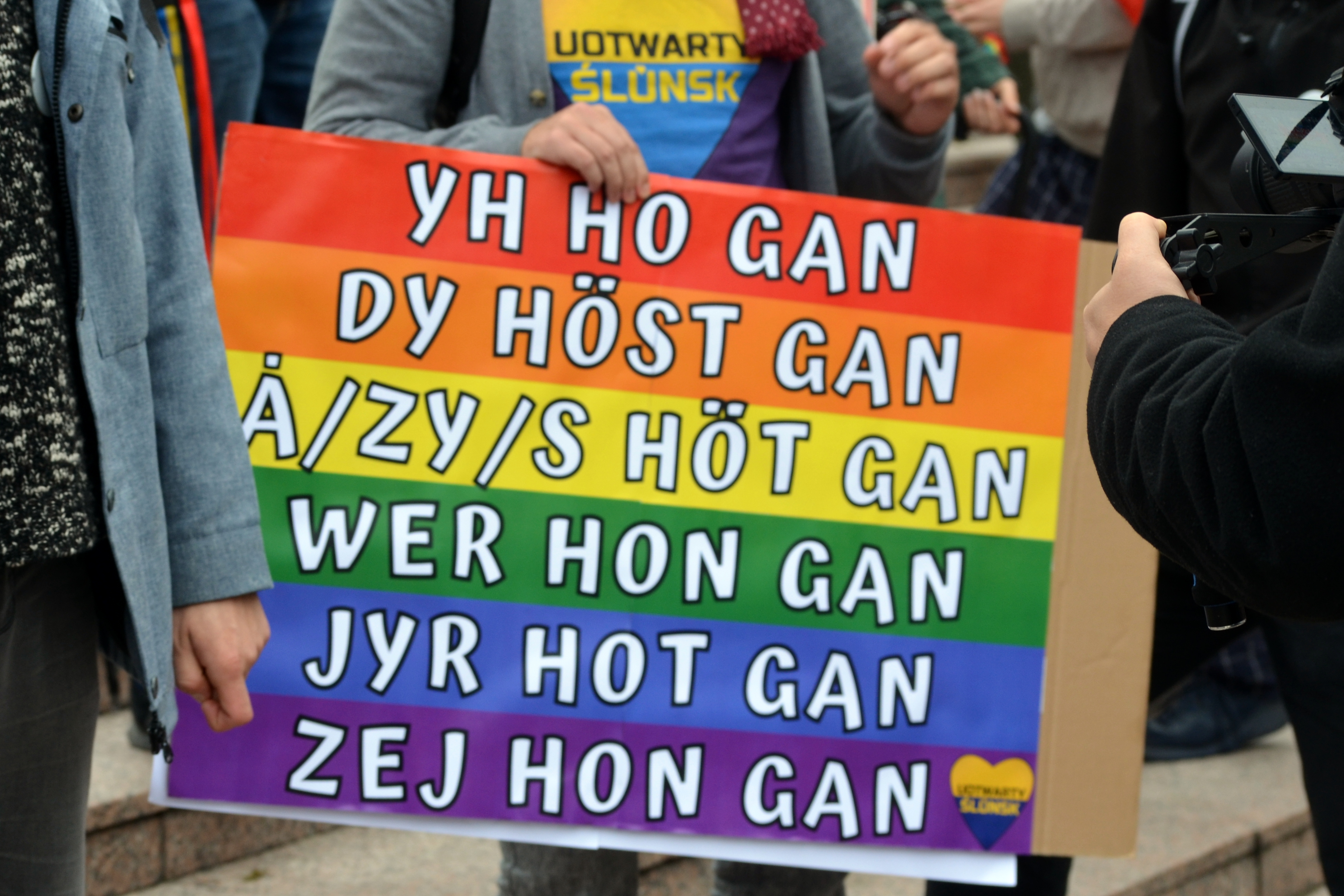
Ein Poster mit der Deklination des Wortes lieben (buchstäblich: gern haben) auf Wilmesaurisch während der CSD-Parade in Bielsko-Biała (2021)

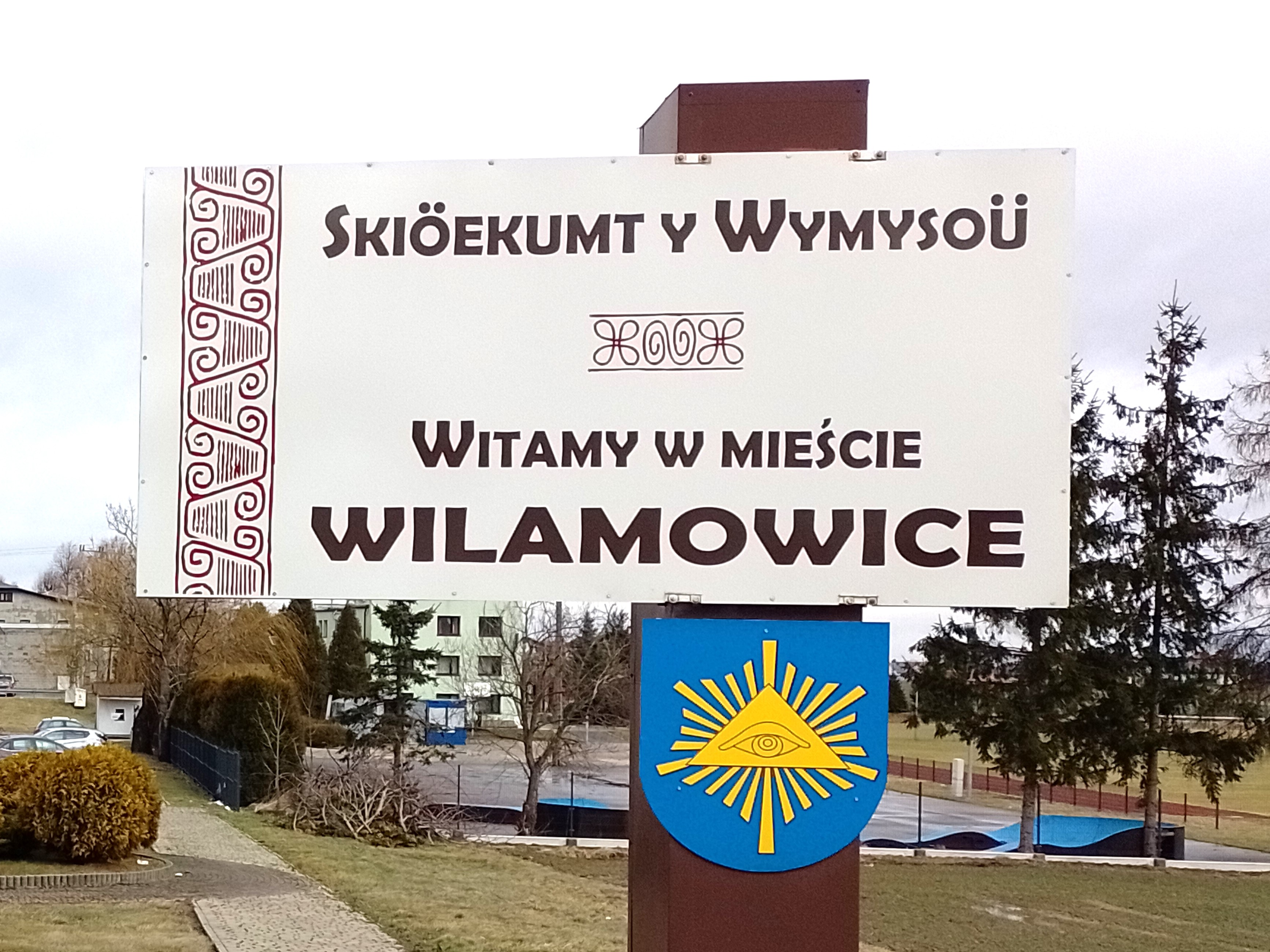
Willkommensschild mit der Inschrift auf Wilmesaurisch und Polnisch

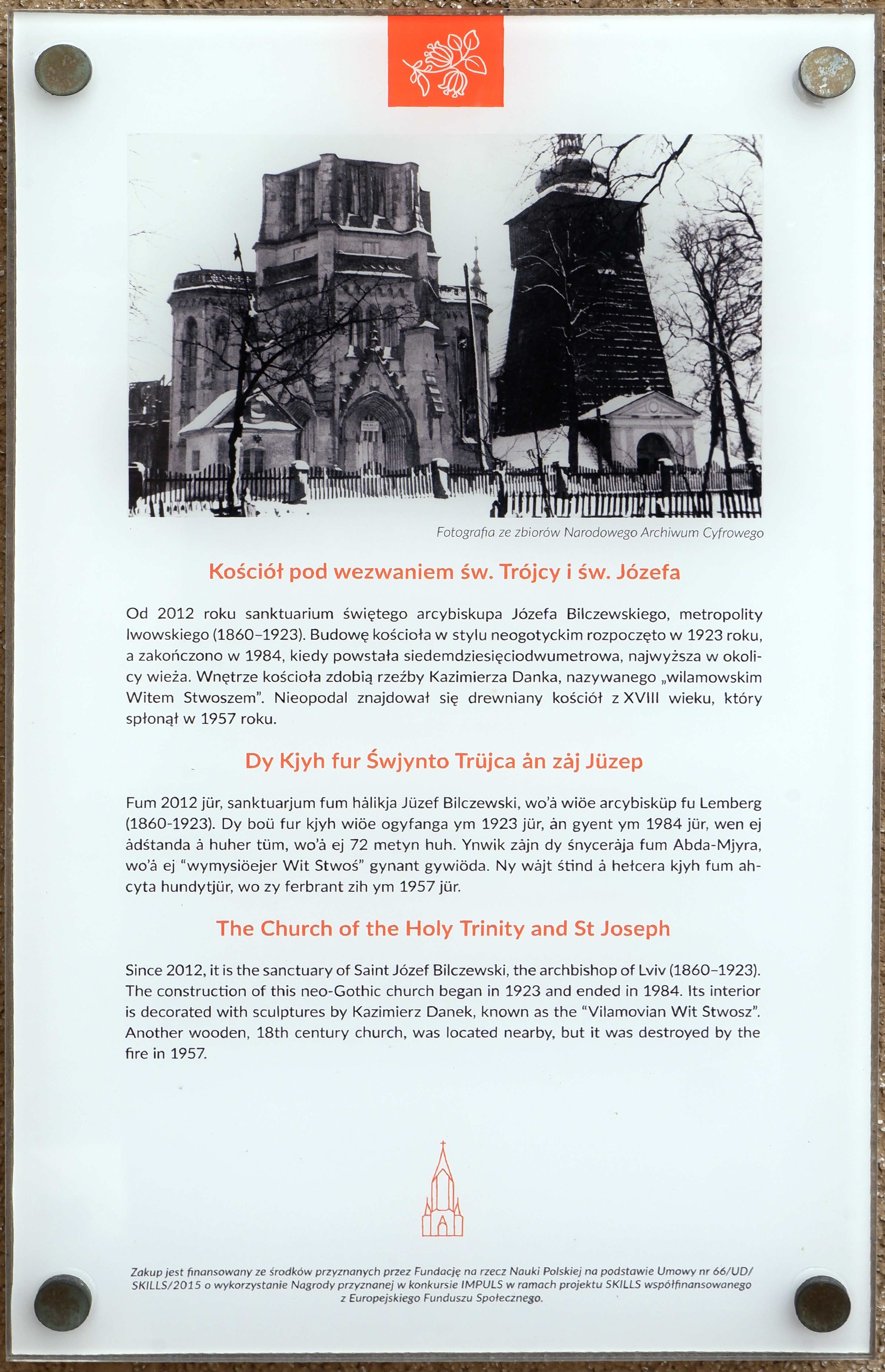
Informationen über der Pfarrkirche auch in der wilmesaurischen Sprache

Wilmesaurisch scheint vom Mitteldeutschen des 12. Jahrhunderts abgeleitet zu sein, mit einem starken niederdeutschen, niederländischen, polnischen und englischen Einfluss.
Wahrscheinlich sind die Einwohner von Wilamowice Nachkommen flämischer, deutscher und schottischer Siedler, die Polen im 13. Jahrhundert besiedelten. Allerdings lehnten die Einwohner von Wilamowice immer mögliche Verbindungen mit Deutschland ab und bestanden auf ihrer flämischen Herkunft.
Wilmesaurisch war die Umgangssprache in Wilamowice bis 1945/1949. Nach dem Zweiten Weltkrieg verboten die örtlichen Kommunisten den Gebrauch der Sprache. Obwohl das Verbot nach 1956 aufgehoben wurde, ist Wilmesaurisch insbesondere in den jüngeren Generationen allmählich durch Polnisch ersetzt worden.
Im Jahr 2007 wurde die wilmesaurische Sprache von der US-amerikanischen Library of Congress als eigene Sprache anerkannt. Ein Jahr später erfolgte die Anerkennung des Wilmesaurischen als Sprache durch die Aufnahme in den Ethnologue und zwei Jahre später durch die UNESCO. Dennoch gibt es bis heute polnische Forscher, die nach wie vor die Ansicht vertreten, es handele sich nur um eine Mundart und nicht um eine Sprache. In Wilmesau wird weiterhin darum gekämpft, die Sprache als solche in Warschau anerkennen zu lassen.

## Alphabet
| a | ao | b | c | ć | d | e | f | g | h | i | j | k | ł | l | m | n | ń | o | ö | p | q | r | s | ś | t | u | ü | v | w | y | z | ź | ż |
| A | AO | B | C | Ć | D | E | F | G | H | I | J | K | Ł | L | M | N | Ń | O | Ö | P | Q | R | S | Ś | T | U | Ü | V | W | Y | Z | Ź | Ż |

## Wörterbuch
Ein Kurzwörterbuch des Wilmesaurischen mit deutschen, niederländischen und englischen Übersetzungen (ł wird im Wilmesaurischen wie /w/ und w wie /v/ gesprochen):
| Wilmesaurisch | Deutsch        | Niederländisch | Englisch                                                       |
| ------------- | -------------- | -------------- | -------------------------------------------------------------- |
| ałan          | allein         | alleen         | alone                                                          |
| ana, an       | und            | en             | and                                                            |
| bryk          | Brücke         | brug           | bridge                                                         |
| duł           | dumm           | dom            | dull                                                           |
| fulgia        | hören / folgen | horen / volgen | to hear / to follow                                            |
| ganc          | ganz           | gans           | entirely                                                       |
| gyrycht       | Gericht        | gerecht        | court (vom Französischen cour aus dem Lateinischen cōrtem)     |
| dyr hymuł     | der Himmel     | de hemel       | the heaven                                                     |
| łiwa          | Liebe          | liefde         | love                                                           |
| a mikieła     | ein bisschen   | een beetje     | a bit (vgl. Altenglisch „micel“)                               |
| müter         | Mutter         | moeder         | mother                                                         |
| mytuł         | Mitte          | middel         | middle                                                         |
| nimanda       | niemand        | niemand        | no one                                                         |
| ny            | nein           | nee            | no                                                             |
| ödum          | Atem (Odem)    | adem           | breath (Altenglisch „ǽðm“)                                     |
| olifant       | Elefant        | olifant        | elephant (vom Lateinischen elephantus)                         |
| öwyt          | Abend          | avond          | evening                                                        |
| śrajwa        | schreiben      | schrijven      | to write (vgl. Englisch „to scribe“ vom Lateinischen scribere) |
| syster        | Schwester      | zuster         | sister                                                         |
| śtaen         | Stein          | steen          | stone                                                          |
| trynkia       | trinken        | drinken        | to drink                                                       |
| wełt          | Welt           | wereld         | world                                                          |
| wynter        | Winter         | winter         | winter                                                         |
| zyłwer        | Silber         | zilver         | silver                                                         |
| zyjwa         | sieben         | zeven          | seven                                                          |
| sgiöekumt     | Willkommen     | welkom         | welcome                                                        |

## Wilmesaurisches Schlaflied
Śłöf maj büwła fest!
Skumma fremdy gest,
Skumma müma ana fetyn,
S’brennia nysła ana epułn,
Śłöf dy Jasiu fest!
Übersetzung:
Schlaf mein Bube fest!
Es kommen fremde Gäste,
Es kommen Tanten und Vettern,
Sie bringen Nüsschen und Äpfel,
Schlaf du Jasiu fest.